# Mesoleptus elaphrus
Mesoleptus elaphrus là một loài tò vò trong họ Ichneumonidae.